# 大眼櫛鯧
大眼櫛鯧為輻鰭魚綱鱸形目鯧亞目長鯧科的其中一種，分布於西南大西洋的巴西里約熱內盧海域，體長可達57公分，棲息在中層水域。